# Cryptocephalus laevicollis
Cryptocephalus laevicollis – gatunek z rzędu chrząszczy z rodziny stonkowatych (Chrysomelidae). Gatunek po raz pierwszy został naukowo opisany w 1830 roku przez Geblera.